# Alpes Grésivaudan Classic
L'Alpes Gresivaudan Classic, est une course cycliste féminine française créée en 2022 qui se déroule au mois de juin. Elle est organisée par le COTNI (Comité d'Organisation du Tour Nord Isère), association à l'origine de l'Alpes Isère Tour ainsi que de la Classique des Alpes Junior pour le compte d'Amaury Sport Organisation (organisateur du Tour de France).
Évita Muzic remporte la première édition en 2022.

## Palmarès
| Année | Vainqueur    | Deuxième        | Troisième        |
| ----- | ------------ | --------------- | ---------------- |
| 2022  | Évita Muzic  | Églantine Rayer | Clara Koppenburg |
| 2023  | Évita Muzic  | Urša Pintar     | Morgane Coston   |
| 2024  | Marion Bunel | Évita Muzic     | Julie Bego       |
| 2025  |              |                 |                  |